# David Ricardo

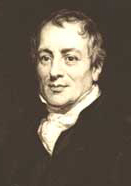
David Ricardo

David Ricardo (* 18. April 1772 in London; † 11. September 1823 in Gatcombe Park) war ein britischer Wirtschaftswissenschaftler und ein führender Vertreter der klassischen Nationalökonomie.

## Leben

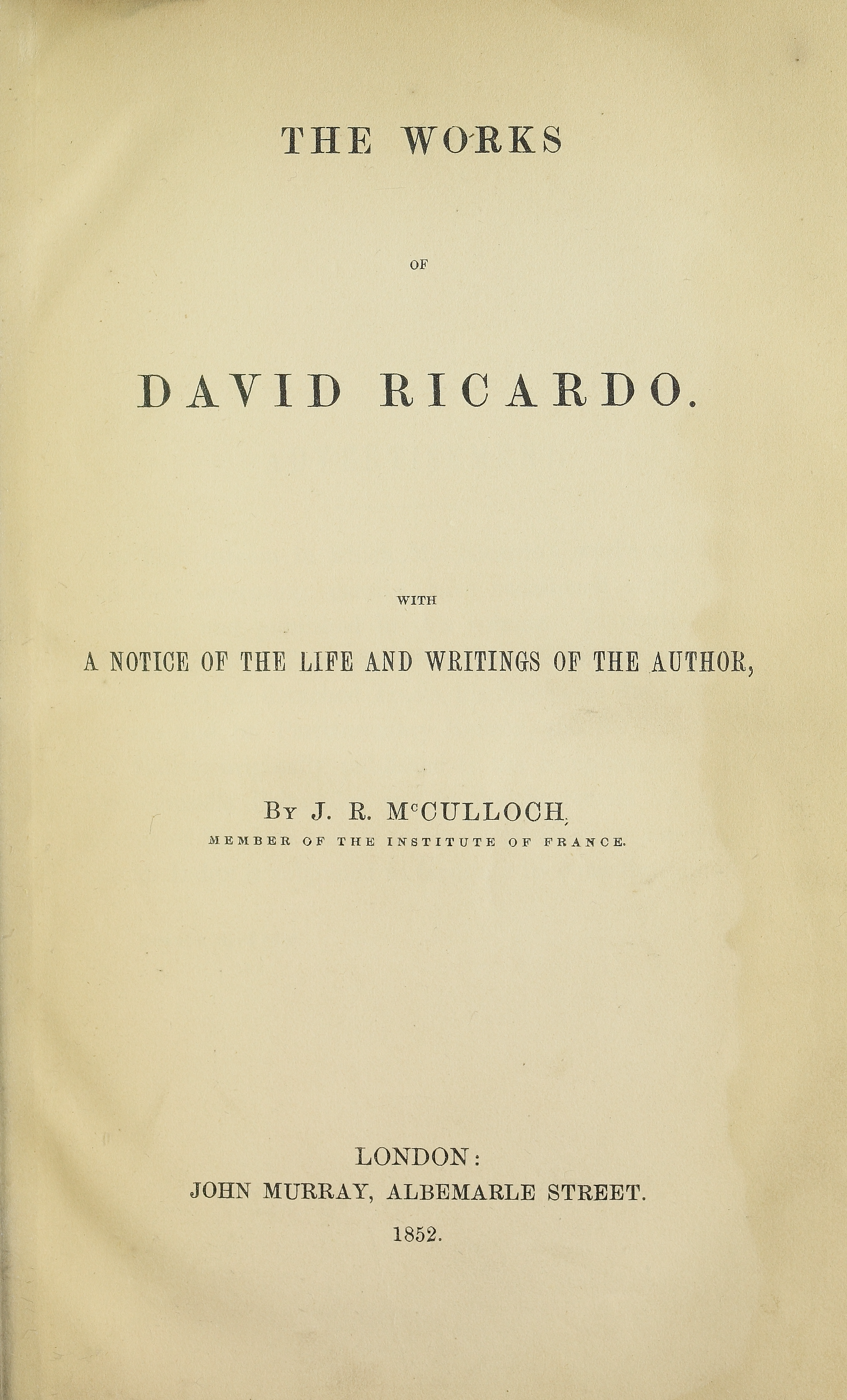
Ausgabe der gesammelten Schriften, 1852

David Ricardo wurde am 18. April 1772 als drittes von 17 Kindern in eine sephardische jüdische Familie geboren. Diese stammte ursprünglich aus Portugal und war erst kurz zuvor aus den Niederlanden nach London immigriert. Ricardos Vater war als Börsenmakler tätig und galt als einer der reichsten Männer seiner Zeit. Dieser führte seinen Sohn im Alter von 14 Jahren in seinen Beruf ein, nahm ihn mit zur Londoner Börse und ließ ihn dort arbeiten.
Im Alter von 21 Jahren brach er jedoch mit seinem Vater wegen der Religion, wurde Unitarier und heiratete die Quäkerin Priscilla Anne Wilkinson. Ricardos Vater enterbte seinen Sohn und brach alle Kontakte ab. Ricardo erhielt von Freunden ein Darlehen und eröffnete bald ein eigenes Maklerbüro. Durch dessen Erfolg kam er bereits wenige Jahre später zu Reichtum, was ihm bald erlaubte, sich aus dem Geschäftsleben zurückzuziehen.
Neben seinen Geschäften befasste sich Ricardo mit Mathematik und Naturwissenschaften. Nach der Lektüre des Werkes The Wealth of Nations von Adam Smith (1723–1790) befasste er sich ab 1799 intensiv mit der Ökonomie. Zunächst fertigte er nur Studien an; 1809 veröffentlichte er erstmals kritische Zeitungsbeiträge. Ab 1814 beschäftigte er sich ausschließlich mit seinen Studien. Intellektuell geprägt wurde Ricardo unter anderem von James Mill (Vater des Philosophen John Stuart Mill), der sein politischer und redaktioneller Berater wurde. Weitere Freunde waren der utilitaristische Philosoph Jeremy Bentham und Thomas Malthus, der für seine Theorie bekannt ist, dass die Bevölkerung tendenziell schneller wächst als das Nahrungsmittelangebot – eine Idee, die Ricardo akzeptierte. Den Zeitgenossen zufolge war Ricardo im Umgang ein „freundlicher, nie rechthaberischer, überlegter und etwas zurückhaltender Mensch“.
Zum Teil als Ergebnis des Gedankenaustausches mit seinen Freunden, besonders mit Mill, entstanden die Hauptwerke Ricardos, Essay on the Influence of a low Price of Corn on the Profits of Stock, with remarks on Mr. Malthus' last two publications (1815), On the Principles of Political Economy and Taxation (1817) und On the Protection to agriculture (1822). Ricardo meinte, nur 25 Personen in England seien imstande, seine Principles of Political Economy and Taxation überhaupt zu verstehen. Doch die erste Auflage von 750 Exemplaren war bald vergriffen, 1819 erschien die zweite, 1821 die stark überarbeitete dritte. In seinem Essay über den Einfluss eines niedrigen Getreidepreises auf den Kapitalprofit (1815) empfahl Ricardo die freie Korneinfuhr. Im 1820 verfassten Essay on the Funding System forderte er Steuererhöhungen statt Anleihen. Ab 1819 vertrat Ricardo als Abgeordneter den irischen Wahlkreis Portarlington im britischen Unterhaus. Dort setzte er sich für den Freihandel und die Abschaffung der Getreidezölle ein.
David Ricardo starb am 11. September 1823 in Gatcombe Park an den Folgen einer Mittelohrentzündung. Er hinterließ ein Vermögen von 35 Millionen Pfund.

## Familie
David Ricardo wurde Vater von acht Kindern, darunter drei Söhnen. Seine Söhne Oswald Ricardo (MP für Worcester) und David Ricardo der Jüngere (MP für Stroud) wurden Mitglieder des Parlamentes. Der dritte, Mortimer Ricardo diente als Offizier bei den Life Guards und war Deputy Lieutenant für Oxfordshire.

## Ökonomische Theorie

### Hauptproblem und Methode
David Ricardo veröffentlichte 1817 Principles of Political Economy and Taxation. Er schrieb, das Hauptproblem der Politischen Ökonomie „besteht in dem Auffinden jener Gesetze, welche diese Verteilung bestimmen. So sehr die Wissenschaft auch durch Schriften von Turgot, Stuart, Smith, Say, Sismondi und andere bereichert wurde, so geben sie doch eine wenig befriedigende Erklärung der natürlichen Bewegung von Rente, Profit und Lohn.“ Karl Marx sagt, damit mache Ricardo „endlich bewußt den Gegensatz der Klasseninteressen, des Arbeitslohns und des Profits, des Profits und der Grundrente“, „rücksichtslos und wissenschaftlich ehrlich.“ Der amerikanische Ökonom Henry Charles Carey bezeichnet aus dem gleichen Grund das System des Herrn Ricardo als „ein System der Zwietracht… es läuft hinaus auf die Erzeugung der Feindschaft zwischen Klassen und Nationen… Seine Schrift ist das wahre Handbuch des Demagogen, der die Macht anstrebt vermittelst der Landteilung, des Kriegs und der Plünderung.“ „Ricardo, dem es darum zu tun war, die moderne Produktion in ihrer bestimmten sozialen Gliederung aufzufassen, und der der Ökonom der Produktion par excellence ist, erklärt eben deshalb nicht die Produktion, sondern die Distribution für das eigentliche Thema der modernen Ökonomie.“
Die konsequent esoterische Methode Ricardos besteht darin, bei der Analyse aller ökonomischen Kategorien von der Bestimmung des Werts der Waren durch die Arbeitszeit auszugehen. „Der Ausgangspunkt der Physiologie des bürgerlichen Systems – des Begreifens seines innren Zusammenhangs… - ist die Bestimmung des Werts durch die Arbeitszeit. Davon geht Ricardo aus und zwingt nun die Wissenschaft, ihren bisherigen Schlendrian zu verlassen und sich Rechenschaft darüber abzulegen, wieweit die übrigen… Kategorien… Formen dieser Grundlage, dem Ausgangspunkt entsprechen oder widersprechen… Dies ist also die große historische Bedeutung Ricardos für die Wissenschaft.“ Ricardo leitet alle ökonomischen Kategorien von der Theorie des Arbeitswert ab, „selbst diejenigen, welche im ersten Augenblick ihr zu widersprechen scheinen, wie die Rente, die Akkumulation der Kapitalien und das Verhältnis der Löhne zu den Profiten. Gerade das ist es, was seine Lehre zu einem wissenschaftlichen System macht…“
Ein Grundzug seiner Methode ist der Ahistorismus. Warenproduktion und kapitalistische Produktionsweise sind für ihn ewige Kategorien, die nur einer logisch-theoretischen, keiner historischen Erklärung bedürfen. Am Beispiel der Ricardoschen Erklärung des Tauschwerts macht sich Marx darüber lustig: „Auch Ricardo ist nicht ohne seine Robinsonade. Den Urfischer und den Urjäger läßt er sofort als Warenbesitzer Fisch und Wild austauschen, im Verhältnis der in diesen Tauschwerten vergegenständlichten Arbeitszeit. Bei dieser Gelegenheit verfällt er in den Anachronismus, daß Urfischer und Urjäger zur Berechnung ihrer Arbeitsinstrumente die 1817 auf der Londoner Börse gangbaren Annuitätentabellen zu Rate ziehen.“
Ricardo sieht die Probleme nur in ihrer quantitativen Seite, nicht in ihrer qualitativen, für Gerhard Bondi „eine grundlegende Schwäche seiner theoretischen Analyse… Die einzelnen Kategorien werden von ihm unter dem Gesichtspunkt bestimmter Mengenrelationen betrachtet, nicht aber dem ihrer qualitativen Substanz.“
Kritisiert wurde Ricardo auch für seine Methode der Abstraktion. So schreibt John Kells Ingram, Ricardo bewege sich „in einer Welt von Abstraktionen“, gehe von willkürlichen Voraussetzungen aus, leite auf deduktive Weise Folgerungen ab, die teilweise nicht der Wirklichkeit entsprächen. Die Natur habe Ricardo „mehr zum Mathematiker zweiten Ranges als zum Sozialphilosophen bestimmt.“ Gerhard Bondi betont dagegen die Notwendigkeit der Abstraktion. „Indem Ricardo von allen Begleiterscheinungen der kapitalistischen Produktionsweise abstrahiert, die für deren innere Zusammenhänge unwesentlich sind, gelingt es ihm, charakteristische Grundmerkmale der bürgerlichen Gesellschaft bloßzulegen.“ Äußerlich beschreibende Darstellungen reichten nicht.
Mit dem Begriff Ricardian Vice (dt. „ein für Ricardo typischer Fehler“) hat Joseph A. Schumpeter Ricardos Methode scharf kritisiert: Ricardo gehe häufig von unrealistischen Annahmen aus. Zudem behandele er Variablen als Konstante, die dem ökonomischen Argument nach keine Konstante sein dürften. Heinz D. Kurz hingegen weist Schumpeters Kritik als ungerechtfertigt zurück, da Ricardos Methode damit fehlinterpretiert werde.

### Ricardos Bestimmung des Wertes durch Arbeitszeit
„Der Wert einer Ware… hängt ab von der… Menge an Arbeit, die zu ihrer Produktion notwendig ist, nicht aber von dem höheren oder geringeren Entgelt, das für diese Arbeit gezahlt wird“, sagt Ricardo. Während Adam Smith in seiner Werttheorie inkonsequent ist, sei dies bei Ricardo ganz anders, sagt Bondi: „Alle Unbestimmtheiten und jedes theoretische Halbdunkel sind bei ihm verschwunden. Merkantilistische und physiokratische Reste haben in seinem System keinen Platz mehr…“ Er „schiebt jeden Aberglauben über die wertbildenden Fähigkeiten der Natur oder anderer Faktoren als der Arbeit beiseite. Für ihn ist die Arbeit wertschöpfende Kraft, - und nur die Arbeit…“ Dies lasse auch „die Grenzen sichtbar werden, in denen er sich bewegte: Die Beschränkung auf die Untersuchung der Wertgröße, die fehlende Unterscheidung von abstrakter und konkreter Arbeit, die Identifizierung von Arbeit und Arbeitskraft und schließlich die unhistorische Betrachtung der menschlichen Arbeit, die für ihn als Sklavenarbeit oder kapitalistische Arbeit wesensgleich bleibt.“ Mit seiner eigenen Version der Arbeitswerttheorie hat Marx an Ricardos Werk als dem ihm bekannten letzten Stand der Wissenschaft angeknüpft.

### Außenhandel und komparative Kostenvorteile
Ricardo entwickelte die Theorie der komparativen Kostenvorteile, ein Kernstück der Außenhandelstheorie, und begründete damit das ricardianische Außenhandelsmodell. Außenhandel lohne sich für alle Volkswirtschaften, auch für jene, die gegenüber anderen Staaten bei allen Gütern absolute Produktivitäts- und Kostennachteile haben. Jedes Land erzielt den größtmöglichen Güterertrag, wenn es die Produkte mit den geringsten absoluten Kostennachteil (ist gleich der relative Kostenvorteil im Vergleich zu anderen Gütern des betreffenden Landes) selbst herstellt und die übrigen Güter im Austausch bezieht. Selbst bei absoluten Kostennachteilen sind eine internationale Arbeitsteilung und Spezialisierung sinnvoll, wenn die relativen Kostenvorteile genutzt werden. Länder mit absoluten Kostenvorteilen gegenüber anderen Ländern produzieren jene Güter, bei denen die Kostenvorteile am größten sind. Sie importieren Güter, die sie zwar selbst kostengünstiger herstellen könnten, die Kostenvorteile aber gegenüber anderen Ländern kleiner sind. Basis seines Außenhandelsmodells (Ricardo-Modell) war die Unbeweglichkeit des Kapitals, was bedeutet, dass z. B. Grund- und Bodenschätze eines Landes nicht durch ein anderes Land erworben werden können. Ricardos komparativer Kostenvorteil war die Grundlage des 1932 entwickelten Ricardo-Viner-Modells. Die Ricardosche Lehre von den komparativen Produktions- bzw. Kostenvorteilen geht über die von Adam Smith dargelegte Theorie der absoluten Produktionsvorteile hinaus, die besagt, dass sich jedes Land auf die Herstellung des Produkts spezialisieren solle, das es kostengünstiger als andere Länder erzeugen kann. Sie lieferte neue und wichtige Gründe für die internationale Arbeitsteilung. Günter Fabiunke sagt, in ihrem rationellen Kern sei die Ricardosche Theorie der komparativen Kostenvorteile „von bleibendem wissenschaftlichen Wert. Ihr wesentlicher Mangel ist ihre … ahistorische Begrenztheit…“ und die „Unterstellung der ausschließlich durch natürliche Faktoren (geographische Lage, Klima, Bodenschätze usw.) bedingten Unterschiede in den nationalen Produktionsstrukturen.“ Fabiunke sagt ferner, in ihrer praktischen Anwendung lief Ricardos Lehre auf die Vorherrschaft des englischen Kapitalismus gegenüber den ökonomisch noch nicht so weit entwickelten Ländern hinaus. „In ihrer konkreten Fassung rechtfertigte sie eine stärkere ökonomische Abhängigkeit Portugals von England.“ Die Theorie der komparativen Kostenvorteile „konnte nicht erklären, welche Mengen der beiden Güter und zu welchen Preisen gehandelt werden…“ Sie kann „nur die Grenzen angeben, innerhalb derer das Austauschverhältnis liegen muss.“

### Geldtheoretische Auffassungen
Die im Jahre 1694 gegründete Bank von England stellte im Ergebnis mit dem Krieg gegen Frankreich im Jahre 1797 die Einlösung der Banknoten gegen Metallgeld ein. Die Währungs-, Geld- und Kreditprobleme wurden in England zu aktuellen Fragen, die auch die Ökonomen beschäftigten. Ricardo und Robert Torrens konnten sich mit der These durchsetzen, wonach die Basisgeldmenge begrenzt werden müsse. Beide Ökonomen, ihre Meinung ging als „Currency-Position“ in die Geschichte des geldtheoretischen Denkens ein, widersprachen der gegenteiligen These John Fullartons und Thomas Tookes – der „Banking-Position“ –, wonach der Geldbedarf einer Volkswirtschaft sich ganz von alleine regeln würde. Theoretisch ging es um die Frage, was im Wechselverhältnis von Geldmengen und Preisen originär, was abgeleitet ist. Bestimmt die Geldmenge die Preise oder ist sie umgekehrt die Wirkung sich unabhängig von ihr bildender Preise? Ricardo, Torrens, John Ramsay McCulloch und Samuel J.L. Overstone schließen sich der Auffassung Jean Bodins, Bernado Davanzatis, Geminiano Montanaris, John Lockes, David Humes und Richard Cantillons an, die behaupteten, eine Erhöhung der Geldmenge sei die Ursache eines Anstiegs der Preise, eine Verringerung der Geldmenge die Ursache einer Senkung der Preise. Die Auffassung läuft darauf hinaus, dass die Geldmenge exogen bestimmt sei und von der Zentralbank gesteuert werden könnte. Tooke und Fullarton dagegen sagten umgekehrt, dass der Preis ursprünglich und die Geldmenge eine abgeleitete Größe sei. Die Geldmenge passe sich an die Preise und damit an den schwankenden Bedarf der Wirtschaft an. Sie sei eine endogene Kategorie. Auf dem „Geldmarkt“ begegneten sich kein unabhängiges Geldangebot und eine Geldnachfrage, vielmehr bilde sich im güterwirtschaftlichen Bereich eine Nachfrage nach Geld, die stets die benötigte Geldmenge in die Zirkulation fließen lasse. Tooke und Fullarton, denen Karl Marx zustimmte, begründeten ihre Ansicht damit, dass die Banken Geld ausgeben, indem sie Warenwechsel diskontieren, d. h. Warenwechsel zum Diskontsatz kaufen. Die Erhöhung der Preise und Geschäftsumsätze geht der Erhöhung des Notenumlaufes voraus. Die Wirtschaft könne gar nicht mit Geld überversorgt sein. In den Auffassungen zwischen Keynesianern (Fiskalisten) und Monetaristen wiederholt sich heute, wenn auch im Detail modifiziert und durch neue Argumente angereichert, grundsätzlich der alte Streit. Die „Currency“-Position wird heute von den Monetaristen vertreten. Die Geldmenge sei die bestimmende, Preisniveau und Geldwert die davon abgeleiteten Größen. Keynesianer halten die „Banking“-Theorie für richtig: Wirtschaftsakteure entscheiden durch ihr Verhalten über das Preisniveau und die Geldmenge passe sich den Preisen an. Der Gegensatz der Auffassungen kann mit der Quantitätsgleichung des Geldes verdeutlicht werden – auch Verkehrsgleichung nach Irving Fisher genannt- die eine andere Darstellungsform des Marxschen Geldumlaufgesetzes ist: M · V = Q · P
(wobei M = Geldmenge, V = Umlaufgeschwindigkeit des Geldes, Q = Handelsvolumen, P = Preisniveau). Currency-Interpretation: Ursache = M · V (die zahlungswirksame Geldmenge); Wirkung = Q · P (Preissumme des Güterangebots) Banking-Interpretation: Ursache = Q · P; Wirkung = M · V 

Schumpeter, der Ricardos Currency-Auffassung teilt, wird daher behaupten, Marx, der die Banking-Position für richtig hält -vgl. Marx’ Geldtheorie – komme in seiner Geldtheorie nicht an den Ricardoschen Stand heran.

### Grundrententheorie
Ricardos Name ist eng verknüpft mit der Theorie der Grundrente. Die Entstehung der Rente wird darauf zurückgeführt, dass von verschiedenen vorhandenen Bodenqualitäten die besseren nicht ausreichten, um den Bedarf zu decken, und deshalb der Preis der Bodenprodukte so hoch stehen müsse, dass die Kosten für die Bebauung des schlechtesten noch unentbehrlichen Grundstücks gerade gedeckt würden. Daraus ergibt sich für Ricardo – unabhängig von ihm auch für von Thünen – eine Differentialrente, die sich die Produzenten aneignen, die aufgrund besserer Bodenqualitäten, ergiebigeren Bergwerken (Bergwerksrente), günstigeren Baustellen (Baustellenrente) und geringeren Entfernungen zum Markt (Lagerente) geringere Aufwendungen haben als der schlechteste Produzent, der für die Deckung der Nachfrage gerade noch erforderlich ist. Die Differentialrente ist gleich der Differenz zwischen dem höchsten, im Preis anerkannten Aufwendungen und den niedrigeren individuellen Aufwendungen der Produzenten mit den besseren Bedingungen. Ricardos theoretisches Verdienst sei es, den Zusammenhang zwischen der Rente und dem Wert der Waren nachgewiesen zu haben. Die Erkenntnis, dass die Rente ein Teil des Mehrwertes ist und dabei nur ein Überschuss über den Durchschnittsprofit sein kann, ist Kernaussage der Ricardoschen Rententheorie. Der Mangel seiner Rententheorie, so Marx, sei die Beschränkung auf die Differentialrente und die Leugnung einer absoluten Grundrente. Für Ricardo ist der Preis des Produkts auf dem Boden, der keine Rente abwirft, gleich dem Wert des Produkts, genauer gleich dem Produktionspreis, der sich zusammensetzt aus dem verbrauchten Kapital und dem Durchschnittsprofit. Das sei falsch, denn wenn keine absolute Rente existiert, dann würden der schlechteste Boden und der ursprünglich bebaute Boden keine Rente abwerfen und folglich nicht genutzt. Ricardo habe nicht erkannt, dass der Wert in der Agrikultur über den Durchschnittspreis stünde und so auch dem Eigentümer des schlechtesten, zur Deckung der Nachfrage benötigten Bodens eine Rente garantiere. Außerdem zeige sich „die Falschheit der Ricardoschen Auffassung, daß die Differentialrente das Übergehn von der fruchtbarern Mine oder Boden zum minder fruchtbaren bedingt, die abnehmende Produktivität. Sie ist ganz ebenso vereinbar mit dem umgekehrten Gang und daher der wachsenden Produktivität der Arbeit.“

### Mehrwert und Profit
Ricardo begreift den Mehrwert als Überschuss des Produktenwerts über den „Wert der Arbeit“. „Bei ihm ist es Tatsache, daß der Wert des Produkts größer ist als der Wert der wages." Wie diese Tatsache entsteht, bleibe aber unklar“, sagt Marx. Wie Adam Smith betrachte auch Ricardo nirgendwo den Mehrwert gesondert und getrennt von seinen besondren Formen – Profit (Zins) und Rente. So meint er den Mehrwert, wenn er von Profit spricht, den Überschuss aber ins Verhältnis setzt zum direkt in Arbeitslohn ausgelegten Kapital. Profit und Mehrwert sind aber nur identisch, sofern das vorgeschossene Kapital lediglich bestünde aus Kapital, das zum Kauf der Arbeitskräfte verausgabt würde. „Wo er die Gesetze des Mehrwerts richtig darstellt, verfälscht er sie dadurch, daß er sie unmittelbar als Gesetze des Profits ausspricht. Andrerseits will er die Gesetze des Profits unmittelbar, ohne die Mittelglieder, als Gesetze des Mehrwerts darstellen.“ „Immer dann, wenn Ricardo vom konstanten Kapital abstrahiert… und die Grundrente gleich Null setzt bzw. als noch im Profit enthalten…, ist der Inhalt des Profitbegriffs nicht der Profit, sondern der Mehrwert, ist seine Profittheorie unmittelbar Mehrwerttheorie, sind die von ihm formulierten Gesetze des Profits die Gesetze des Mehrwerts.“

### Der tendenzielle Fall der Profitrate
Ricardo war der Auffassung, dass die Profitrate – das Verhältnis des Profits zum eingesetzten Kapital – langfristig sinken und sich dadurch die Möglichkeiten der Akkumulation und des volkswirtschaftlichen Wachstums verschlechtern müssten. Er nahm mit der pessimistischen Ansicht vorweg, was spätere Ökonomen mit zum Teil völlig anderen Begründungen auch vertreten würden, so Karl Marx mit dem Gesetz des tendenziellen Falls der Profitrate oder John M. Keynes mit der sinkenden Grenzleistungsfähigkeit des Kapitals: Die Profitabilität oder Rentabilität des Kapitals nehmen im Laufe der Zeit ab. Ricardo übernahm zur Begründung die These des Adam Smith, dass sich der Wert der Ware zusammensetze aus Lohn, Profit und Rente. Er sah, dass während der industriellen Revolution die Grundrente in der englischen Landwirtschaft auf ein Vielfaches gestiegen war. Der stark gestiegene Getreideverbrauch einer enorm gewachsenen Bevölkerung hatte die Bebauung schlechterer Böden erzwungen und die Getreide- und Brotpreise steigen lassen. Mit ihnen stiegen die Grundrenten. Die englischen Getreidegesetze unterstützten die Entwicklung, indem sie verhinderten, dass billiges ausländisches Korn eingeführt wurde. Steigende Nahrungsmittelpreise erzwangen höhere Löhne, da „die Löhne vom Preis der lebenswichtigen Güter und der Preis der lebenswichtigen Güter hauptsächlich vom Preis der Lebensmittel abhängig ist…“ Das ist die Quintessenz der Ricardoschen Auffassung: die Profite und die Profitrate müssten tendenziell sinken, weil Grundrenten und Löhne, die beiden anderen Bestandteile des Warenwerts, stiegen. „Da nach Ricardos Renttheorie mit der Akkumulation des Kapitals und dem Wachstum der Bevölkerung Profitrate Tendenz zum Sinken hat, weil die necessaries (die lebenswichtigen Güter) im Wert steigen oder die Agrikultur unfruchtbarer wird, hat die Akkumulation Tendenz, die Akkumulation zu hemmen, und das Gesetz von der Abnahme der Profitrate… schwebt als Fatum über der bürgerlichen Produktion.“ „Dies die bürgerliche ‚Götterdämmerung‘ in der Ricardoschen Vorstellung, der jüngste Tag.“

### Äquivalenztheorem
„Falls für die Ausgaben einer einjährigen Kriegführung zwanzig Millionen durch eine Anleihe aufgebracht werden, so werden diese zwanzig Millionen dem produktiven Kapital der Nation entzogen. Die Million, die durch Steuern jährlich zur Bezahlung der Zinsen der Anleihe aufgebracht wird, wird lediglich von denen, die sie bezahlen, an diejenigen, die sie empfangen, übertragen, vom Steuerzahler zum Staatsgläubiger. Die wirkliche Ausgabe besteht in den zwanzig Millionen, und nicht in den Zinsen, die dafür zu bezahlen sind. Ob die Zinsen bezahlt oder nicht bezahlt werden, macht das Land weder reicher noch ärmer. Die Regierung hätte die zwanzig Millionen sofort als Steuern anfordern können, und in diesem Falle wäre die Erhebung jährlicher Steuern im Betrage von einer Million nicht notwendig gewesen. Das hätte jedoch den Charakter der Transaktion nicht verändert.“ Ricardo ist der Auffassung, dass sich Steuern und Kredite in ihren wirtschaftlichen Konsequenzen nicht unterscheiden. Sie schränken die Investitions- und Konsummöglichkeiten in gleichem Maße ein. Darin besteht die Äquivalenz der Steuer- und Kreditfinanzierung öffentlicher Ausgaben. Allerdings, so Klaus Müller, bewirkten die Steuern, die zur Zahlung der Zinsen benötigt werden, eine Umverteilung von Volkseinkommen in Form der steuerfinanzierten Zinszahlungen an die Staatsgläubiger. Sie belasteten die Steuerzahler der heutigen Generation zugunsten der heutigen Staatsgläubiger.

### Das Scheitern der Ricardoschen Schule nach Marx und Engels
Friedrich Engels schreibt, dass die Ricardosche Schule aus zwei Gründen am Mehrwert gescheitert und zugrunde gegangen sei. Erstens am Nachweis, dass auch auf den Arbeitsmärkten das Wertgesetz gilt. „Die Arbeit ist das Maß des Werts. Nun hat aber die lebendige Arbeit einen geringern Wert als die vergegenständlichte Arbeit, gegen die sie ausgetauscht wird. Der Arbeitslohn, der Wert eines bestimmten Quantums lebendiger Arbeit, ist stets geringer als der Wert des Produkts, das von diesem selben Quantum lebendiger Arbeit erzeugt wird… Die Frage ist in dieser Fassung in der Tat unlöslich. Sie ist von Marx richtig gestellt und damit beantwortet worden… Es ist nicht die Arbeit, die als Ware gekauft und verkauft wird, sondern die Arbeitskraft….“  Ricardo, der nur die Kategorie Wert der Arbeit kannte und übersah, dass die wertschaffende Tätigkeit, die Arbeit also, selbst keinen Wert hat, nahm daher an, dass im Austausch zwischen Kapital und Arbeit, d. h. auf den Arbeitsmärkten, das Wertgesetz nicht gilt.

Zweitens produzieren nach dem Ricardoschen Wertgesetz „zwei Kapitale, die gleich viel und gleich hoch bezahlte lebendige Arbeit anwenden, alle andern Umstände gleichgesetzt, in gleichen Zeiten Produkte von gleichem Wert und ebenfalls Mehrwert oder Profit von gleicher Höhe. Wenden sie aber ungleiche Mengen lebendiger Arbeit an, so können sie nicht Mehrwert oder, wie die Ricardianer sagen, Profit von gleicher Höhe produzieren. Nun ist aber das Gegenteil der Fall. Tatsächlich produzieren gleiche Kapitale, einerlei wie viel oder wie wenig lebendige Arbeit sie anwenden, in gleichen Zeiten durchschnittlich gleiche Profite. Hier liegt also ein Widerspruch gegen das Wertgesetz vor, den schon Ricardo fand, und den seine Schule ebenfalls zu lösen unfähig war.“ Aber auch Marx’ Lösungsversuch ist stark umstritten geblieben – siehe Marx’ Ausgleich der Profitraten zur allgemeinen Durchschnittsprofitrate. Klaus Müller verweist darauf, dass Marx’ Modell des Profitratenausgleichs wie jedes Modell auf Prämissen beruht, somit ein vereinfachtes Abbild der ökonomischen Realität darstellt, die es unvollkommen widerspiegelt. Seit Ende des 19. Jahrhunderts bis heute wird vor allem diskutiert darüber, ob Marx die rechnerische Umwandlung der Werte in Produktionspreise und damit des volkswirtschaftlichen Mehrwerts in den Durchschnittsprofit gelungen sei. Über das Problem, an dem schon Ricardo scheiterte, erscheinen noch immer Bücher und Aufsätze.

### Sonstiges
Ricardos „Kornmodell“ gilt als ein frühes Beispiel einer Ein-Gut-Parabel.
Nach Ricardo ist auch die sogenannte Ricardianische Äquivalenz benannt.
Obwohl Ricardo in seiner ökonomischen Analyse sonst das Saysche Theorem als gültig annimmt, hat er in seinem letzten Kapitel über das Maschinenwesen eingeräumt, dass technischer Fortschritt zur Verringerung von Beschäftigung führen kann; diese Einstellung (obgleich in der Gesamttheorie inkonsistent) wurde von Marx als „wissenschaftlich objektiv“ geschätzt.
Unter der Bezeichnung „Neoricardianische Schule“ werden Ökonomen wie Joan Robinson oder Piero Sraffa gefasst, die Ricardos Theorie wieder aufgegriffen und zu einer Alternative zur neoklassischen Theorie ausgebaut haben. Sraffa ist zudem als Herausgeber der Neuausgabe der Gesammelten Werke Ricardos hervorgetreten. Ricardo hat kurz vor seinem Tod einen Essay verfasst: „Absoluter Wert und Tauschwert“. Der Aufsatz wurde erst kurz vor der Publikation der Gesammelten Werke bekannt und zum Anlass einer wesentlichen Revision der fast schon fertigen Ricardo-Gesamtausgabe.
Ricardo zu Ehren führte später der Lehrstuhl der politischen Ökonomie an der Londoner Universität seinen Namen.

## Publikationen
- The High Price of Bullion, a Proof of the Depreciation of Bank Notes, London 1810
- Observations on some Passages in a Article in the Edinburgh Review, on the Depreciation of the Paper Currency, (1811)
- Reply to Mr Bosanquet's Practical Observation on the Report of the Bullion Committee (1811)
- An Essay on the Influence of a low Price of Corn on the Profits of Stock (1815)
- Proposals for an Economical and Secure Currency (1816)
- On the Principles of Political Economy and Taxation (1817)
- On Protection in Agriculture, London 1822
- Speech on Mr Western's Motion, for a Committee to consider the Effects produced by the Resumption of Cash payments (1822)

Postume Ausgaben:
- Plan for the Establishment of a National Bank (1824)
- The Works of David Ricardo (1826)
- The Works and Correspondence of David Ricardo (11 Bde., 1951–1973)
- On the Principles of Political Economy and Taxation. Nachdruck der Ausgabe von 1817, mit einer Einführung von Frederick William Kolthammer (Friedrich Wilhelm Kolthammer). Empiricus Books, London, 3. Aufl. 2002, ISBN 1-902835-15-8.

Schriften in deutscher Übersetzung:
- Die Grundsätze der politischen Oekonomie oder der Staatswirthschaft und der Besteuerung. Übersetzt von Christian August Schmidt. Verlag des priv. Landes-Industrie-Comptoirs, Weimar 1821 (Digitalisat der Universitäts- und Landesbibliothek Düsseldorf)
- Über die Grundsätze der Politischen Ökonomie und der Besteuerung. Übersetzt und mit einer Einleitung versehen von Gerhard Bondi. Akademie-Verlag, Berlin 1959.
- Über die Grundsätze der politischen Ökonomie und der Besteuerung. Vollständige deutsche Fassung der englischen Standardausgabe einschließlich der Einführung und editorischen Anmerkungen Piero Sraffas. Metropolis, Marburg 2006, ISBN 3-89518-540-X.